# حنكة زبد (الحد)

تعديل مصدري - تعديل

حنكة زبد هي إحدى قرى عزلة الحد بمديرية الحد التابعة لمحافظة لحج، بلغ تعداد سكانها 294 نسمة حسب تعداد اليمن لعام 2004.